# オリオン座ファイ2星
オリオン座φ2星（オリオンざファイ2せい、φ2 Orionis、φ2 Ori）は、オリオン座の恒星である。見かけの等級は4.09と、肉眼でみえる明るさである。年周視差に基づいて太陽からの距離を計算すると、約114光年である。

## 特徴
オリオン座φ2星は晩期型のG型巨星で、スペクトル型はG8 IIIと分類される。近距離の巨星で、変光はしておず、伴星や星周円盤の証拠もないことから、干渉計による恒星の直径測定の際に較正星として用いられ、そのためオリオン座φ2星自身も直径がよく測定されている。オリオン座φ2星の半径は太陽の約8倍で、表面の有効温度はおよそ4700 K、光度は太陽の30倍程度である。質量は太陽の9割程度で、年齢は120億年に達するとみられる。

## 外観・名称

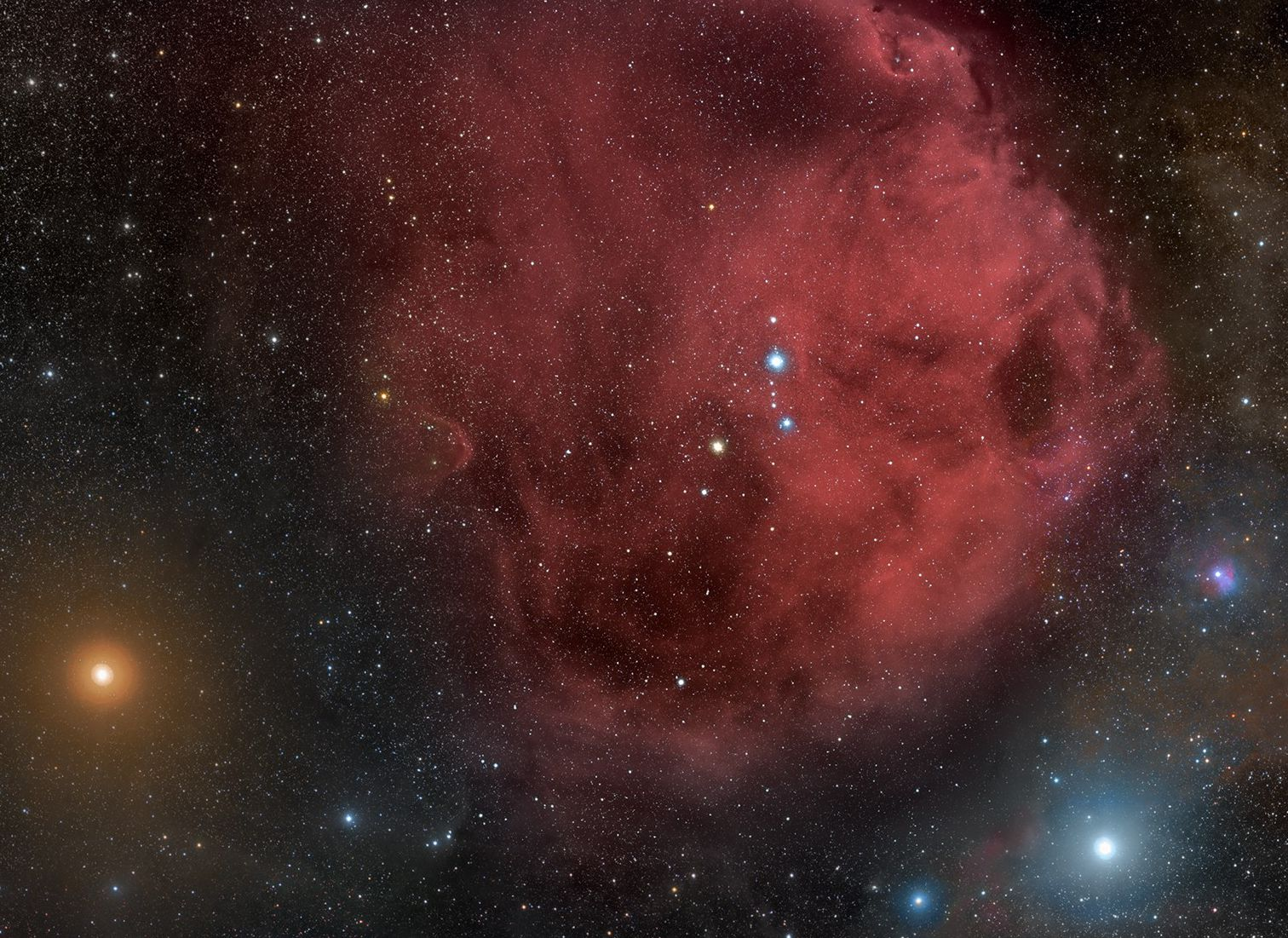
オリオン座λ星、オリオン座φ星および周囲に広がる星雲。画像中央付近の黄色い恒星がオリオン座φ^{2}星。右上の青白い恒星は、上の明るい方がオリオン座λ星、下の暗い方がオリオン座φ^{1}星。

オリオン座φ2星は、オリオン座λ星、オリオン座φ1星と小さな三角形を形作っている。オリオン座φ1星とはバイエル符号が共通しているが、オリオン座φ2星の方がはるかに距離が近く、物理的には無関係である。
アラビアでは、「馬の巻き毛」を意味するアル・ハカア（al-haq‘a）という月宿が、オリオン座λ星、オリオン座φ1、オリオン座φ2星にあてられていた。この月宿が元になったヘカ（Heka）という固有名が、オリオン座λ星（メイサ）の別名として存在するが、ジェット推進研究所の技術報告に掲載された報文"A Reduced Star Catalog Containing 537 Named Stars"の星表では、オリオン座φ星の固有名に使われており、オリオン座φ2星は“Hika”（φ1星は“Heka”）となっている。
中国ではオリオン座φ2星は、二十八宿の一つ觜宿（拼音: Zī Sù）をオリオン座λ星、オリオン座φ1と共に形成する。オリオン座φ2星自身は、觜宿三（拼音: Zī Sù sān）すなわち觜宿の3番星といわれる。